# Vohwinkel (Duisburg-Meiderich)
Vohwinkel ist der Name der westlichsten der acht Bauerschaften im heutigen Stadtteil Meiderich der Stadt Duisburg, an Stockum (Beeck), Laar und Ruhrort grenzend. Die wohl mit Fuchswinkel zu übersetzende Flurbezeichnung wurde bereits 1230 in Quellen erwähnt. Die Ländereien von Vohwinkel galten als die ertragreichsten und waren im 19. Jahrhundert für ihren Obstreichtum weithin bekannt.
Ab etwa 1853 traten die Bauern große Teile ihres Besitzes an die aufkommende Stahlindustrie ab. Um 1870 endete die Landwirtschaft in Vohwinkel.
An den Wohnplatz erinnert noch die Straßenbezeichnung Vohwinkelstraße, welche südlich an dem Gebiet der ehemaligen Bauerschaft entlang verläuft. Das Gebiet liegt heute im Stadtteil Untermeiderich; von den ehemaligen Höfen sind heute keine Spuren mehr vorhanden, da auf ihrem Grund das heute zu Arcelor Mittal gehörende Stahlwerk Ruhrort-Meiderich erbaut wurde. 